# Svay Chrom
Svay Chrum (tiếng Khmer: ស្វាយជ្រំ) là một trong 7 huyện của tỉnh Svay Rieng, cách thị xã Svay Rieng khoảng 10km. Huyện này phía tây giáp với các huyện Kampong Trabaek và Me Sang của tỉnh Prey Veng, phía bắc giáp huyện Romeas Haek, phía đông giáp huyện Romduol và phía nam giáp huyện Svay Rieng.
Huyện Svay Chrum có 16 xã (khum).
- xã Angk Ta Sou: Chaeng Maeng, Trapeang Chhuk, Boeng, M'am, Trapeang Thma, Svay Ming, Sandaot, Thma Pean, Prey Chheu Teal, Roka, Boeng Kriel, Meun Say
- xã Basak: Sala Rien, Svay Ta Phlo, Bayab, Pou Ta Ros, Basak
- xã Chambak: Thmei, Ta Nu, Tuol Khpos, Ampov Prey, Prey Ta Pov, Tuol Chres, Angk Sala
- xã Chamlang: Chie Ruessei, Traok, Chambak Kuy, Ta Chey, Veal Lngeut, Ruessei Prey, Ta S'ang
- xã Ta Suos: Pnov, Angkeas Dei, Svay K'aer, Chambak Kaong, Boeng Andaeng, Traok, Trabaek Prahaong, Ta Pa
- xã Chek: Svay, Thmol, Svat, Totea, Chek, Chambak, Kandal, Meloung, Khleang, Kok Pae
- xã Chheu Teal: Rumdenh, Traok, Samraong, Poun Kak, Chek, Sangkae, Ta Reak, Prey Roka, Chhuk Sa, Chheu Teal, Prey Chambak, Nearea Ten
- xã Doun Sa: Boeng Kaek, Prey Roka, Rumpoat Chruk, Prey Pou, Ou Srangam, Chensa, Doun Sar, Trach, Doung Preah, Sour, Kuoy
- xã Kouk Pring: Kdompi, Kantuot Praong, Thna, Kandal, Angk Kabbas, Svat Prahut, Leach Chhuk, Chambak Thloeng, Tbaeng, Doun Leaeb
- xã Kraol Kou: Thlok, Prey Nhay, Kraol Kou, Kouk Kandaol, Banla S'et, Khuoch, Boeng Rae Khang Tboung, Boeng Rae Khang Cheung, Ruessei Chuor Cheung, Ruessei Chuor Tboung, Prey Khla, Prey Thnong, Ruessei Totueng
- xã Kruos: Chambak, Thna, Kruos, Krau, Rovieng, Samraong, Krasang Chrum, Phluoh, Kandal, Lvea, Traok
- xã Pouthi Reach: Chensa, Tbaeng, Anhchanh, Khleang, Ta Mom, Prey Khla, Pouthi Reach, Prey Damloung, Prasat, Ou Samdei, Trapeang Thlok
- xã Svay Angk: Andoung, Kandal, Sampoar, Svay Angk, Koul, Thnong, Khnor Khang Cheung, Khnor Khang Tbpoung, Svay Ph'aem
- xã Svay Chrum: Thma Sa, Trabaek, Khmot, Svay Chrum, Boeng Veaeng, Svay Kngao, Preaek Tob
- xã Svay Thum: Svay Chek, Thnong, Angk Ruessei, Traok Thum, Dak Po, Tuol Trea, Svay Doun Ei, Chamreh, Traok Touch, Svay, Popear, Krang Leav
- xã Svay Yea: Moha Suon, Svay Chumrov, Prey Banteay, Robaoh Pring, Damnak Kantuot, Kbal Damrei, Tuol Vihear, Kdei Sla, Prama, Sikar, Kien Ta Siv, Chamkar Chek, Svay Yea, Prey Ph'ong, Ta Kaor
- xã Thlok: Doun Tong, Snay Kreang, Ampov Prey, Thlok, Kandal, Thum, Tey Yea, Samdei

Dân cư phần lớn sống bằng nghề nông.